# Yu Yeong-yeol
Yu Yeong-yeol (kor. 유 영열; ur. 17 czerwca 1961) – południowokoreański zapaśnik w stylu klasycznym. Olimpijczyk z  Seulu 1988, gdzie zajął szóste miejsce w kategorii 100 kg. Brązowy medal mistrzostw Azji w 1989 roku.